# Campeonato Eritreu de Futebol
The Eritrean Premier League é a principal divisão do futebol da Eritreia. Ela é organizada pela Federação Nacional de Futebol da Eritreia.

## Campeão
- 1994: não conhecido
- 1995: Red Sea (Asmara)
- 1996: Adulis Club (Asmara)
- 1997: FC Al Tahrir (Asmara)
- 1998: Red Sea (Asmara)
- 1999: Red Sea (Asmara)
- 2000: Red Sea (Asmara)
- 2001: Hintsa FC (Asmara)
- 2002: Red Sea (Asmara)
- 2003: Anseba S.C. (Keren)
- 2004: Adulis Club (Asmara)
- 2005: Red Sea (Asmara)
- 2006: Adulis Club (Asmara)
- 2007: FC Al Tahrir (Asmara)
- 2008: Asmara Brewery
- 2009: Red Sea (Asmara)
- 2010: Red Sea (Asmara)
- 2011: Red Sea (Asmara)
- 2012: Red Sea (Asmara)
- 2013: Red Sea (Asmara)
- 2014: Red Sea (Asmara)
- 2015–18: não conhecido
- 2019: Red Sea (Asmara)

## Performance dos Clubes
| Clube          | Cidade | Títulos | último título |
| -------------- | ------ | ------- | ------------- |
| Red Sea FC     | Asmara | 13      | 2019          |
| Adulis Club    | Asmara | 3       | 2006          |
| FC Al Tahrir   | Asmara | 2       | 2007          |
| Anseba S.C.    | Keren  | 1       | 2003          |
| Hintsa FC      | Asmara | 1       | 2001          |
| Asmara Brewery | Asmara | 1       | 2008          |